# NGC 5375
NGC 5375 (NGC 5396) je prečkasta spiralna galaktika u zviježđu Lovačkim psima. Naknadno je utvrđeno da je NGC 5396 ista galaktika.

## Vanjske poveznice
- (engl.) SEDS: NGC 5375
- (engl.) Revidirani Novi opći katalog
- (engl.) Izvangalaktička baza podataka NASA-e i IPAC-a
- (engl.) Astronomska baza podataka SIMBAD
- (engl.) VizieR
- DSS-ova slika NGC 5375  Arhivirana inačica izvorne stranice od 6. ožujka 2016. (Wayback Machine)